# Кривошинский сельсовет
Кривошинский сельсовет — административная единица на территории Ляховичского района Брестской области Белоруссии. В 2013 году в состав сельсовета вошли деревни Новосёлки и Святица упразднённого Святицкого сельсовета.

## Состав
Кривошинский сельсовет включает 13 населённых пунктов:
- Беньковцы — деревня.
- Головнинцы — деревня.
- Залипенье — деревня.
- Залужье — деревня.
- Колпаки — деревня.
- Кривошин — деревня.
- Липск — агрогородок.
- Малыши — деревня.
- Нетчин — деревня.
- Новосёлки — деревня.
- Святица — деревня.
- Стрельцы — деревня.
- Щербово — деревня.